# 青鈍色
青鈍色（あおにびいろ）とは、薄く墨色がかった青色のこと。青色に橡などの墨系染料を掛け合わせ鉄で媒染した色。
平安時代には橡と同じく凶色として、喪服や僧尼の衣の色に用いる色とされた。
また、青みの暗い灰色までを含むという説もあり、衣服の襲の色目でいう青鈍は、表裏とも濃い縹色とされる。